# Verdienstorden für Landwirtschaft (Niger)
Der Verdienstorden für Landwirtschaft (französisch Ordre du mérite agricole) ist eine staatliche Auszeichnung Nigers im Bereich der Landwirtschaft.

## Zweck, Geschichte und Verleihungspraxis
Mit dem Verdienstorden für Landwirtschaft sollen Leistungen im Bereich der ländlichen Entwicklung ausgezeichnet werden. Dazu zählen die Praxis des Ackerbaus, der Viehzucht, der Fischerei und damit verbundener Branchen, der Kampf gegen die Desertifikation sowie zugehörige wissenschaftliche Forschungen und Veröffentlichungen.
Der Orden wurden am 25. Juli 1963 gegründet. Seine Verwaltung obliegt dem Großkanzler der Nationalorden.
Für die Empfänger der Auszeichnung gilt ein Mindestalter von 35 Jahren. Die Verleihungen finden normalerweise am Nationalfeiertag am 3. August und am Tag der Republik am 18. Dezember durch den Staatspräsidenten in seiner Eigenschaft als Großmeister der Nationalorden statt.

## Ordensstufen
Der Verdienstorden für Landwirtschaft wird in drei Ordensstufen vergeben, hier in absteigender Reihenfolge:
- Kommandeur (Commandeur)
- Offizier (Officier)
- Ritter (Chevalier)[1]

Für die einzelnen Stufen sind jährliche Kontingente festgelegt: bei der Anzahl der Offiziere nicht mehr als 40 % der Anzahl der Ritter und bei der Anzahl der Kommandeure nicht mehr als 20 % der Anzahl der Offiziere.

## Gestaltung und Trageweise
Die Auszeichnung besteht aus einer Medaille am Band, einer Anstecknadel, einer Bandschnalle und einer Urkunde, die vom Großkanzler unterzeichnet und vom zuständigen Minister gegengezeichnet wurde.
Die Medaille ist ein sechszackiger Stern aus grünem Emaille, zwischen dessen Zacken sich Strahlen aus vergoldeter Bronze befinden. In der Mitte ist ein in drei Teile gefaltetes Spruchband aus vergoldeter Bronze angebracht, auf dem Fraternité – Travail – Progrès (Brüderlichkeit – Arbeit – Fortschritt), das Staatsmotto Nigers, zu lesen ist. Auf dem in grünem Emaille gehaltenen vorstehenden Außenring um das zentrale Motiv steht in vergoldeter Bronze der Schriftzug Mérite Agricole du Niger. Die Rückseite der Medaille ist glatt.
Die Orden der Stufen Ritter und Offizier werden auf der linken Seite in Brusthöhe und jene der Stufe Kommandeur um den Hals getragen.

## Bekannte Träger (Auswahl)
- Boubou Hama (1906–1982), Politiker und Intellektueller (Ritter)[5]